# Ferdinand d'Huart
Ferdinand d'Huart, més conegut com a «Fenny», (Sonlez, 13 d'abril de 1857 - Merl, barri de la Ciutat de Luxemburg, 27 de gener de 1919) va ser un pintor luxemburguès.

## Biografia
Va néixer en una família de classe alta. Ferdinand d'Huart era més conegut pel seu sobrenom «Fenny». Va estudiar a les acadèmies d'art de Múnic i París. Es va convertir en un alumne del pintor Alexandre Cabanel. Va treballar durant un temps a l'escola Collège des Oratoriens a Juilly-sur-Seine, però més tard va regressar a Luxemburg. Allà va exercir com a professor a l'Ateneu de Luxemburg. Va guanyar una gran reputació per les pintures realitzades a família del Gran Ducat de Luxemburg. Des de 1910 fins a 1919 d'Huart va ser el president del Cercle Artístic de Luxemburg. La seva filla, Adrienne d'Huart (1892-1984) també va ser pintora.
A Bonnevoie un carrer porta el seu nom: «rue Fernand d'Huart».

Obres
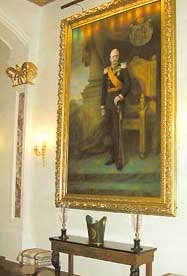
Gran Duc Adolf de Luxemburg
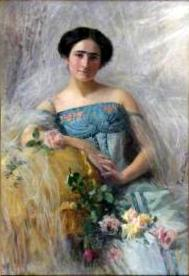
L'Élégante aux roses
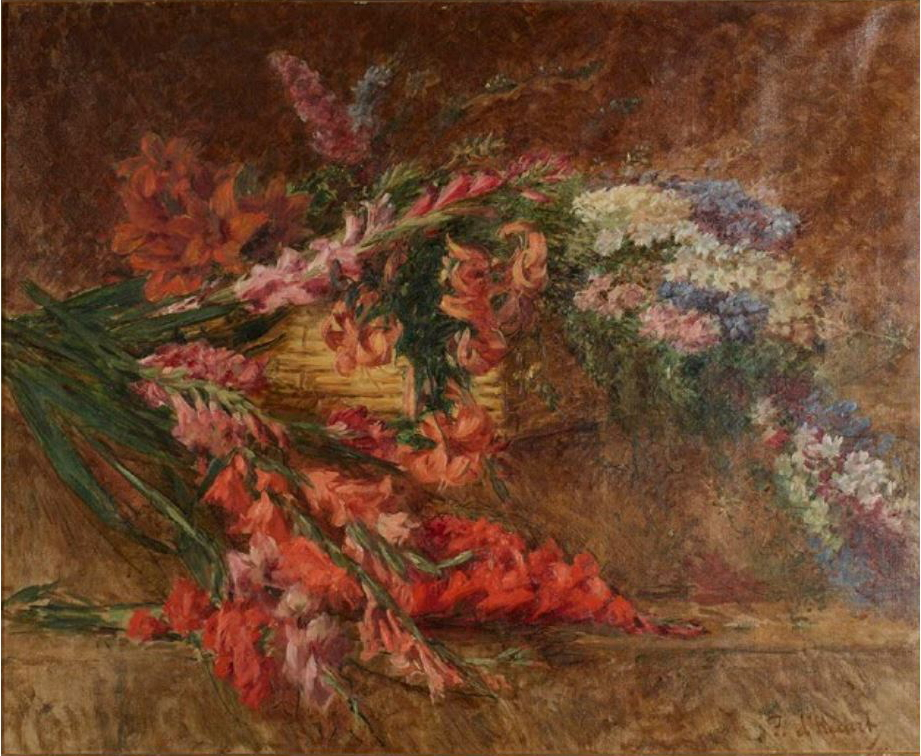
Bouquet de fleurs